# Stadsprijs Geraardsbergen 1989
De 58e editie van de Belgische wielerwedstrijd Stadsprijs Geraardsbergen werd verreden op 30 augustus 1989. De start en finish vonden plaats in Geraardsbergen. De winnaar was Patrick Tolhoek, gevolgd door Dean Woods en Rudy Dhaenens.

## Uitslag
| Stadsprijs Geraardsbergen 1989 |                 |                       |      |
| Plaats                         | Naam            | Ploeg                 | Tijd |
| Winnaar                        | Patrick Tolhoek | Superconfex-Yoko-Opel |      |
| 2                              | Dean Woods      | Team Stuttgart        |      |
| 3                              | Rudy Dhaenens   | PDM                   |      |

1912 · 1913 · 1914–1926 · 1927 · 1928–1932 · 1933 · 1934 · 1935 · 1936 · 1937 · 1938 · 1939 · 1940 · 1941 · 1942 · 1943 · 1944 · 1945 · 1946 · 1947 · 1948 · 1949 · 1950 · 1951 · 1952 · 1953 · 1954 · 1955 · 1956 · 1957 · 1958 · 1959 · 1960 · 1961 · 1962 · 1963 · 1964 · 1965 · 1966 · 1967 · 1968 · 1969 · 1970 · 1971 · 1972 · 1973 · 1974 · 1975 · 1976 · 1977 · 1978 · 1979 · 1980 · 1981 · 1982 · 1983 · 1984 · 1985 · 1986 · 1987 · 1988 · 1989 · 1990 · 1991 · 1992 · 1993 · 1994 · 1995 · 1996 · 1997 · 1998 · 1999 · 2000 · 2001 · 2002 · 2003 · 2004 · 2005 · 2006 · 2007 · 2008 · 2009 · 2010 · 2011 · 2012 · 2013 · 2014 · 2015 · 2016 · 2017 · 2018 · 2019 · 2020 · 2021 · 2022